# Agnieszka Drotkiewicz
Agnieszka Anna Drotkiewicz, née Mleczko, née le 14 septembre 1981, est une écrivaine et chroniqueuse polonaise.

## Biographie
Agnieszka Drotkiewicz a fait des études à la faculté des lettres de l'université de Varsovie, dont elle est diplômée en relations interculturelles et connaissance de la culture. 
Elle publie des articles dans divers médias polonais, notamment le magazine Lampa (pl) ou le supplément magazine de Gazeta Wyborcza Wysokie obcasy.
En 2009-2010 elle était la commissaire du cycle de rencontres littéraires Daleko od Wichrowych Wzgórz (Loin des Hauts de Hurlevent) au Teatr Dramatyczny de Varsovie. Un livre du même titre en a été tiré sous sa direction et publié en 2010 par le Théâtre  (ISBN 978-83-903436-4-8).

## Éléments caractéristiques
L'intrigue de son premier livre Paris London Dachau se déroule dans une Varsovie plongée dans le consumérisme. Elle utilise volontiers la technique du collage.